# Bałpyk Bi
Bałpyk Bi (kaz. Балпық би) – osiedle typu miejskiego w południowym Kazachstanie, w obwodzie żetysuskim. Liczy 16 781 mieszkańców (2021). Ośrodek przemysłu spożywczego.